# Neva Surrenda
Albums de Outlawz
Novakane
(2000) Outlaw 4 Life: 2005 A.P.
(2002)
Neva Surrenda est le troisième album studio du groupe Outlawz, sorti le 22 octobre 2002.
L'album s'est classé 80e au Top R&B/Hip-Hop Albums.

## Liste des titres
| No  | Titre                                            | Durée |
| --- | ------------------------------------------------ | ----- |
| 1.  | Intro                                            | 0:21  |
| 2.  | Gatz Up                                          | 4:48  |
| 3.  | What Side U On? (featuring Hot Boys)             | 6:18  |
| 4.  | Move Somethin' (featuring Willie D)              | 3:44  |
| 5.  | Everything Is Alright                            | 4:15  |
| 6.  | Playtime                                         | 4:26  |
| 7.  | Stick 2 the Plan (featuring Big Syke)            | 3:30  |
| 8.  | Not Real                                         | 4:26  |
| 9.  | Us                                               | 5:28  |
| 10. | Black Diamond                                    | 2:59  |
| 11. | Why?                                             | 5:07  |
| 12. | Pleasure of Sin (featuring Yukmouth et Big Syke) | 4:40  |
| 13. | Desperation                                      | 4:04  |
| 14. | Blessings                                        | 4:57  |
| 15. | Lost and Turned Out                              | 5:28  |
| 16. | Outro                                            | 1:32  |